# Scopula absconditaria
Scopula absconditaria là một loài bướm đêm trong họ Geometridae.